# Stazione di Drei Annen Hohne
La stazione di Drei Annen Hohne è una stazione ferroviaria tedesca, posta nella regione montuosa dell'Harz nel territorio comunale di Wernigerode. È posta sulla linea Nordhausen-Wernigerode («Harzquerbahn»), ed è punto d'origine della ferrovia del Brocken; in passato era raggiunta anche dalla ferrovia del Rübeland.

## Storia
La stazione superiore fu costruita nel 1898 dalla compagnia ferroviaria Nordhausen-Wernigerode dopo il completamento della ferrovia dell'Harz e inizialmente portava il nome di Signalfichte, poi Signalfichte-Hohne. Dopo che, nell'ottobre 1901, una tempesta abbatté il Signalfichte (un importante "abete rosso"), i nomi di due frazioni nelle vicinanze furono uniti per creare il nuovo nome della stazione.
Per la linea ferroviaria a scartamento normale verso Elbingerode, il 1º maggio 1907 fu inaugurata una stazione separata a sud della stazione della ferrovia dell'Harz, chiamata "Stazione Inferiore" (Untere Bahnhof). Fu costruita dalla ferrovia Halberstadt-Blankenburg. Le due stazioni erano collegate da un sottopassaggio per i pedoni. Questa linea fu chiusa il 1º dicembre 1965. Il terrapieno ferroviario superstite è utilizzato in alcuni punti come pista ciclabile. Fino al 1947 entrambe le stazioni appartenevano al comune di Elbingerode. La linea ferroviaria e le stazioni furono poi scambiate con l'insediamento forestale di Büchenberg, che apparteneva a Wernigerode. La stazione inferiore è caduta in rovina dopo la chiusura della linea.
Nell'anno in cui fu costruita la stazione della ferrovia dell'Harz, di fronte ad essa, a nord, sorse un albergo che fu chiamato Beckers Hotel fino alla sua vendita nel 1940. Dopo il 1945 fu di proprietà del Ministero degli Interni. Dopo la riunificazione della Germania è tornato in mani private e ora si chiama Kräuterhof.
Il nome della stazione è stato poi trasferito al piccolo insediamento di Drei Annen Hohne, situato intorno alla stazione.